# 敬康
敬康（？—？），中国上古人物。根据《史记·五帝本纪》记载，敬康是颛顼高阳氏的孙子，穷蝉的儿子。敬康是舜的高祖父：敬康生句望、句望生橋牛、桥牛生瞽叟、瞽叟生重华。重华就是舜。